# Chelonus anxius
Chelonus anxius är en stekelart som först beskrevs av Vladimir Ivanovich Tobias 1992.  Chelonus anxius ingår i släktet Chelonus och familjen bracksteklar. Inga underarter finns listade i Catalogue of Life.